# Ivan IV., ruski car
Ivan IV. Grozni (Moskva, 25. kolovoza 1530. – Moskva, 18. ožujka 1584.) je bio veliki knez Moskve od 1533. godine i car Rusije od 1547. godine. Njegov nadimak Grozni prepisan je, a ne preveden s ruskog; značenje ruske riječi "grozni" doslovno je i odgovara hrvatskoj riječi "strašni", tj. "koji izaziva strah, grozu, užas".

## Djetinjstvo
Ivan IV. je bio prvorođeni sin tada već ostarjelog velikog kneza Moskve Vasilija III. U trenutku očeve smrti 3. prosinca 1533. godine Ivan IV. ima samo 3 godine i titulu velikog kneza. Po očevoj samrtnoj želji tijekom njegove maloljetnosti namjesnik postaje djetetova majka Jelena Glinska. Sljedećih pet godina ona uspješno vlada državom; sprječava pokušaje državnog udara, sklapa mir s Litvom i provodi financijsku reformu. Bez obzira na te uspjehe ona umire 1538. godine kao veoma omražena osoba zbog svog litavskog porijekla koje nikada nije odgovaralo ruskim nacionalistima. Koliko god je tih prvih pet godina regenstva za Ivana IV. bilo mirno doba toliko je iduće razdoblje postalo noćna mora. Cijelo razdoblje do punoljetstva velikog kneza doba je borbe za regentsku poziciju između bojara dinastijâ Šujski i Belski. U toj borbi oni su gotovo potpuno zaboravili na malenog kneza koji živi zapuštenim i po njegovom kasnijem mišljenju ponižavajućim životom.

## Krunidba
Krajem 1546. godine vodeći državni i crkveni krugovi došli su do zaključka kako je vrijeme za dokidanje namjesništva. Kako bi se taj trenutak dostojno proslavio donesena je odluka da se Ivana IV. okruni za cara Rusije. Ivan je okrunjen 16. siječnja 1547. godine krunom Monomaha koju je prema legendi bizantski car Konstantin IX. Monomah darovao svome unuku velikom knezu Kijeva Vladimiru Monomahu Zajedno s tom krunidbom Ivan IV. je trebao izabrati između tisuću kćeri plemićkih porodica svoju buduću suprugu. Njegov izbor je pao na Anastaziju, kćeri Romana, praoca dinastije Romanov. Ovo vjenčanje je zaključeno 3. veljače 1547. godine.

## Zlatno doba
Postavši punoljetan Ivan IV. je odlučio nastaviti provoditi majčine državne reforme. Najvažnija za budućnost će biti stvaranje prvog ruskog parlamenta koji se po prvi put okuplja 1549. godine. Iako on tada ima samo ograničene ovlasti on će u trenutku izumrijeća dinastije svojim glasovanjem određivati novoga cara. Također manje od dvije godine potom novi car saziva Sveti sinod Ruske Pravoslavne Crkve zbog određivanja religijskih smjernica na području cijele države. Želja za modernizacijom ovoga mladog, poletnog cara se na tim sabornim okupljanjima ne završava nego se donosi novi zakonski kodeks, formira se stalna vojska i dolazi do gradnje prvih tiskara. Pokušaji otvaranja Rusije svijetu su se s druge strane našli u problemima. 
Pokušaj zapošljavanja stranih stručnjaka završava neuspjehom 1547. godine pošto je Poljsko-Litavska država naredila njihovo uhićenje. Drugi neuspjeh je gradnja prve ruske prekomorske luke na rijeci Narvi 1550. godine. Trgovci u nju na kraju nisu dolazili zbog prijetnji Poljsko-Litvanske države i Švedske. Da bi se ta prepreka zaobišla car stvara novu preokoceansku luku u gradu Arhangelsku također bez uspjeha. Niti trgovački sporazum sklopljen s Engleskom 1553. godine tu situaciju ne mijenja.
Bez obzira na sve te reforme da bi bio prihvaćen kao veliki vladar Ivanu IV. je bilo nužno krenuti putem svojega oca i djeda, to jest osvajanjima. Njegov veliki vojni uspjeh tada postaje pripajanje Kazanjskog i Astrahanskog Kanata 1552. i 1556. godine. Omamljenost tim uspjesima Ivana uvaljuje u objavu rata protiv Litve 1558. godine kako bi Rusija dobila izlaz na Baltičko more.

## Put u ludost
Odlučujući trenutak ove prvobitno uspješne vladavine na kraju postaje 1564. godina kada je Ivana izdao njegov general, koji prelazi na stranu Poljske i Litve čiju vojsku će voditi sljedeću godinu protiv Moskve. Na vijest o tome car se napokon slomio, pošto je već otprije njegov obiteljski život bio potpuna katastrofa od koje on jedva zadržava svoju psihičku stabilnost.
Ivan IV., je smatrao još od djetinjstva da su mu majku otrovali boljari što se na kraju pokazalo istinitim. Njegovog sina i prijestolonasljednika Dimitrija Starijeg ubila je u drugoj godini života dadilja u navodnom nesretnom slučaju. Njegova obožavana supruga Anastazija je umrla 7. kolovoza 1560. godine. Ivan je za tu smrt optužio boljare i nekoliko ih pogubio. Moderna historiografija je u 20. stoljeću tijekom ispitivanja tijela careve žene zaključila da je ona stvarno bila otrovana. Ivanov gluhonijemi brat Juraj je također umro 1560. godine u 27 godini života što je kod njega izazvalo dodatne sumnje. Još prije ta dva posljednja tragična događaja 1553. godine car je bio skoro umro od bolesti (?). Na samrtnoj postelji on tada traži od boljara da polože prisegu vjernosti njegovom sinu što oni odbijaju očekujući njegov smrt. U očima kasnije oporavljenog Ivana oni su tada svi bili krivi za veleizdaju. 
Zbog takvog razvoja događaja Ivan IV. 1565. godine napušta Moskvu i objavljuje svoju želju da abdicira, ako mu parlament ne da potpune diktatorske ovlasti. Svi carevi zahtjevi na kraju su prihvaćeni.

## Krvoproliće
Tom kapitulacijom Ivan IV. Grozni dobiva dijelove najbolje ruske zemlje u svoje ruke kako bi s novcem s tih posjeda mogao financirati vlastite vojne snage koje o nikome drugom ne bi ovisile. Te trupe pod imenom opričnici su imale zadatak da uništavaju svaki potencijalni otpor carevoj vladavini. Njihovo najveće zabilježeno krvoproliće bilo je masovno ubojstvo svih stanovnika Novgoroda po Ivanovom naređenju. Puno brojčano manje, ali za Rusiju mnogo važnije postaje likvidacija cijele obitelji Vladimira od Staritse 1569. godine pošto je ta dinastija trebala naslijediti Ivanovu u trenutku njenog nestanka. Uz toga princa u 7 godini dugom krvoproliću pada također i veliki broj boljara s kojima je car imao puno neraščišćenih računa zbog smrti unutar svoje obitelji. Ta okrutna ubojstva boljara su na kraju ipak rijetko kada bila toliko potpuna da bi završila s eliminacijom boljarske familije. Konkretni primjer toga je dinastija Šujski čije glavne predstavnike Andreja i Aleksandra Ivan pogubljuje 1543 i 1565 godine. Bez obzira na to posljednji Rurjikovič će biti unuk pogubljenog Andreja Šujskog car Vasilije Šujski .
Kao i svaki koljači tako su i opričnici bili najobičnije nesposobne kukavice kada bi se našli u sukobu s naoružanim protivnikom. Taj neprijatelj su bili Krimski Tatari čija vojska 1571. godine pobjeđuju "vojsku" opričnika i pale Moskvu.
S tim događajem Ivan Grozni zaključuje kako je pokušaj s "opričnicima" propao. Njegov cilj u doba osnivanja je bio povećanje državnih poreznih prihoda i stvaranje vojske neovisne o boljarima. Vojska je u ratu s Tatarima bila neuspješna, a s druge strane porezna primanja su radi pljačke pripadnika ove "specijalne vojske" propala. Nemajući drugog izbora 1573. godine Ivan Grozni ukida opričnike i zabranjuje spominjanje njihova imena. Možda zbog grižnje savjesti ovoga bez obzira na krvoprolića veoma vjerski nastrojenog čovjeka on abdicira 1574. godine prepuštajući dobrovoljno vlast Simeonu Bekbulatoviču.

## Zadnje godine
Tu šaradu s abdikacijom Ivan Grozni završava 1576. godine kada mu Simeon Bekbulatovič vraća vlast koju je navodno imao. Rat s Litvom 1558. godine napokon završava mirovnim sporazumom 1583. godine kojim Moskva nije dobila ništa. Jedina teritorijalna ekspanzija Ruske države ovoga razdoblja je osvajanje Sibira što Ivan financijski podržava.
Posljednja tragedija ovoga cara bilo je ubojstvo vlastitog sina i prijestolonasljednika Ivana. Hodajući po dvoru 1581. godine Ivan Grozni je primijetio sinovu ženu koja se po njegovom mišljenju šetala neprilično obučena. Kako bi dokazao što misli o njenoj modi Ivan Grozni ju udara što gotovo automatski dovodi do pobačaja. Čuvši za taj događaj princ Ivan koji je jedini bio slobodno razgovarao s ocem, posvađao se s njim, a car ga je u napadu bijesa udario štapom u glavu. Nekoliko dana potom princ Ivan je umro, a tijekom sprovoda zbog tuge Ivan Grozni udara svojom glavom o sinov lijes.
Posljednje godine života Ivan Grozni svima naočigled propada i izgleda kao da ima minimalno dvadeset godina viška. Bez obzira na to propadanje on pokušava po svaku cijenu dobiti još jednog sina znajući kako sudbina njegove dinastije visi o tankoj niti. Jedan od tih pokušaja se dogodio navodno 15. ožujka 1584. kada ga savjetnici Bogdan Belski i Boris Godunov sprječavaju da siluje ženu ( i Godunovu kćer ) svog nesposobnog sina Fjodora I. Stvarni razlog za ovaj zločin se može naći u testiranju (?) na dvoru i da među boljarima rašire teorije kako je ona sterilna. Tri dana poslije Ivan IV. Grozni umire od posljedica trovanja dok igra šah s Bogdanom Belskim.
Ti njegovi pokušaji da dobije drugog sina na kraju su se pokazali uspješni pošto mu se je 1582. godine rodio sin Dimitrije koji će kasnije navodno umrijeti od vlastite ruke.

## Žene i djeca
- Anastazija Romanovna (otrovana 1560.) brak je sklopljen 1547. godine.

sinovi: Dimitrije (ubijen u 2 godini života), Ivan (ubijen od Ivana Groznog 1581.), car Fjodor I.
- Marija (po mišljenju Ivana IV otrovali su je boljari 1569.)

sin: Vasilije (umro 1563.)
- Marfa (po mišljenju Ivana IV otrovali su je boljari 13. studenog 1571.)
- Ana (umrla 1627. ) brak trajao od 1572. – 1575. godine. Do rastave dolazi zbog Anine sterilnosti.
- Ana (1575. ) pretpostavlja se da je ovo bio nevjenčani brak
- Vasilisa (vjenčanje 1576.?) imala ljubavnika
- Marija (vjenčanje 1579.?) tijekom bračne noći Ivan Grozni je otkrio da nije djevica. Sljedeći dan je zatvorena u samostan.
- Marija Nagaja (umrla 1610.). Brak je sklopljen1580. godine.

sin: Dimitrije (19. listopada 1582. – 15. svibnja 1591.) navodno pao na vlastiti nož.
| Prethodnik:   | knez Moskve | Nasljednik:         |
| Vasilije III. | knez Moskve | Simeon Bekbulatovič |

| Prethodnik:         | car Rusije | Nasljednik: |
| Simeon Bekbulatovič | car Rusije | Fjodor I.   |